# ペイシェント・オブ・ザ・マスターズ
ペイシェント・オブ・ザ・マスターズ (Pageant of the Masters)とはアメリカ・ロサンゼルス郊外のラグナビーチで行われているアートのイベントである。

ペイシェントはペイジェント（またはパジェント）の誤記由来と思われるが、日本ではこの表記が通用されている。

## 概要
この街は古くからアーティストの街として知られているため多数のアートイベントが行われているその中でも、特に人気が高く特徴的なのが、ペイシェント・オブ・ザ・マスターズである。なぜ他のアートイベントと比べて特徴的なのかというと絵や彫刻を人間が演じている『人間アート』であることがあげられる。しかも、人間アートを演じているのは、俳優でもプロのパフォーマーでもなく、ほぼ全員が素人で大部分がこの町に住む一般の人々である。
特殊メイクでリアルなのでなく絵や彫刻などに見えるようなメイクをしている。ちなみにセット・衣装・かつらなどは会場から見える側だけ装飾されているなど絵の時は平面的なものを使ったり、彫刻などでは実際の素材に見える塗料や衣装を使用している。

## 参考
- 「ペイシェント」とはアマチュアによる劇である。